# Evelyn Roberts
Evelyn Roberts (28 de agosto de 1886 – 30 de novembro de 1962) foi uma atriz de cinema britânico.

## Filmografia selecionada
- Bolibar (1928)
- Say It with Music (1932)
- One Precious Year (1933)
- The Melody-Maker (1933)
- Anne One Hundred (1933)
- Purse Strings (1933)
- Sorrell and Son (1933)
- The Broken Rosary (1934)
- Sing As We Go (1934)
- The Feathered Serpent (1934